# Umar Mavlichanov
Umar Mavlichanov (ryska: Умяр Абдуллович Мавлиханов: Umjar Abdullovitj Mavlichanov, tatariska: Үмәр Абдулла улы Мәүлиханов: Umär Abdulla uly Mäulichanov), född 24 september 1937 i Moskva, död 14 juli 1999 i Moskva, var en sovjetisk fäktare.
Mavlichanov blev olympisk guldmedaljör i sabel vid sommarspelen 1964 i Tokyo.